# Mistrzostwa Świata w Short Tracku 2023
47. edycja Mistrzostw Świata w Short Tracku odbywała się w dniach 10-12 marca 2023 w stolicy Korei Południowej, Seulu. Areną zmagań był Mokdong Icerink. Wcześniej Seul był gospodarzem imprezy tej samej rangi w 2016 roku (w 2020 światowy czempionat w Seulu początkowo przełożono, a później definitywnie odwołano wskutek pandemii COVID-19). Organizatorem zawodów była Międzynarodowa Unia Łyżwiarska (ISU).

## Klasyfikacja medalowa
Pogrubieniem i kolorem oznaczono kraj będący gospodarzem mistrzostw ( Korea Południowa):
| Lp.    | Kraj             | Złoto | Srebro | Brąz | Razem |
| 1.     | Holandia         | 5     | 1      | 2    | 8     |
| 2.     | Korea Południowa | 2     | 3      | 1    | 6     |
| 3.     | Włochy           | 1     | 2      | 1    | 4     |
| 4.     | Chiny            | 1     | 1      | 0    | 2     |
| 5.     | Kanada           | 0     | 1      | 5    | 6     |
| 6.     | Belgia           | 0     | 1      | 0    | 1     |
| Ogółem | Ogółem           | 9     | 9      | 9    | 27    |

## Medaliści i medalistki
Na podstawie:

### Mężczyźni
| Konkurencja          | Złoto                                                                     | Czas     | Srebro                                                                                          | Czas     | Brąz                                                                                         | Czas     |
| -------------------- | ------------------------------------------------------------------------- | -------- | ----------------------------------------------------------------------------------------------- | -------- | -------------------------------------------------------------------------------------------- | -------- |
| 500 metrów           | Pietro Sighel                                                             | 41,166   | Steven Dubois                                                                                   | 41,223   | Jens van ’t Wout                                                                             | 41,243   |
| 1000 metrów          | Park Ji-won                                                               | 1:27,741 | Stijn Desmet                                                                                    | 1:27,974 | Steven Dubois                                                                                | 1:28,069 |
| 1500 metrów          | Park Ji-won                                                               | 2:17,792 | Pietro Sighel                                                                                   | 2:17,898 | Pascal Dion                                                                                  | 2:17,986 |
| Sztafeta 5000 metrów | Chiny Li Wenlong · Lin Xiaojun · Liu Guanyi · Zhong Juchen · Song Jiachua | 7:04,412 | Włochy Andrea Cassinelli · Tommaso Dotti · Pietro Sighel · Luca Spechenhauser · Thomas Nadalini | 7:04,484 | Korea Południowa Hong Kyung-hwan · Lee June-seo · Lim Yong-jin · Park Ji-won · Lee Dong-hyun | 7:04,884 |

### Kobiety
| Konkurencja          | Złoto                                                                                                 | Czas     | Srebro                                                                                  | Czas     | Brąz                                                                                     | Czas     |
| -------------------- | --- | -------- | --------------------------------------------------------------------------------------- | -------- | ---------------------------------------------------------------------------------------- | -------- |
| 500 metrów           | Xandra Velzeboer                                                                                      | 41,977   | Suzanne Schulting                                                                       | 42,450   | Selma Poutsma                                                                            | 42,567   |
| 1000 metrów          | Xandra Velzeboer                                                                                      | 1:29,361 | Choi Minjeong                                                                           | 1:29,679 | Courtney Sarault                                                                         | 1:29,794 |
| 1500 metrów          | Suzanne Schulting                                                                                     | 2:31,349 | Choi Minjeong                                                                           | 2:31,448 | Kim Boutin                                                                               | 2:31,575 |
| Sztafeta 3000 metrów | Holandia Selma Poutsma · Suzanne Schulting · Yara van Kerkhof · Xandra Velzeboer · Michelle Velzeboer | 4:09,056 | Korea Południowa Choi Minjeong · Kim Geon-hee · Kim Gil-li · Shim Suk-hee · Lee So-youn | 4:09,151 | Kanada Kim Boutin · Claudia Gagnon · Courtney Sarault · Marie Renée Steenge · Rikki Doak | 4:09,372 |

### Drużynowe
| Konkurencja                   | Złoto | Czas     | Srebro                                                                            | Czas     | Brąz                                                                                         | Czas     |
| ----------------------------- | --- | -------- | --------------------------------------------------------------------------------- | -------- | -------------------------------------------------------------------------------------------- | -------- |
| Sztafeta mieszana 2000 metrów | Holandia Teun Boer · Suzanne Schulting · Jens van ’t Wout · Xandra Velzeboer · Itzhak de Laat · Selma Poutsma | 2:41,646 | Chiny Gong Li · Li Wenlong · Lin Xiaojun · Zang Yize · Wang Xinran · Zhong Yuchen | 2:41,821 | Włochy Andrea Cassinelli · Arianna Sighel · Pietro Sighel · Arianna Valcepina · Chiara Betti | 2:41,907 |